# Осорно
Осорно (шп. Osorno) је општина у Чилеу. По подацима са пописа из 2002. године број становника у месту је био 132.245.

## Демографија
| 2002.   |
| ------- |
| 132.245 |

## Партнерски градови
- San Carlos de Bariloche